# Chiave esagonale

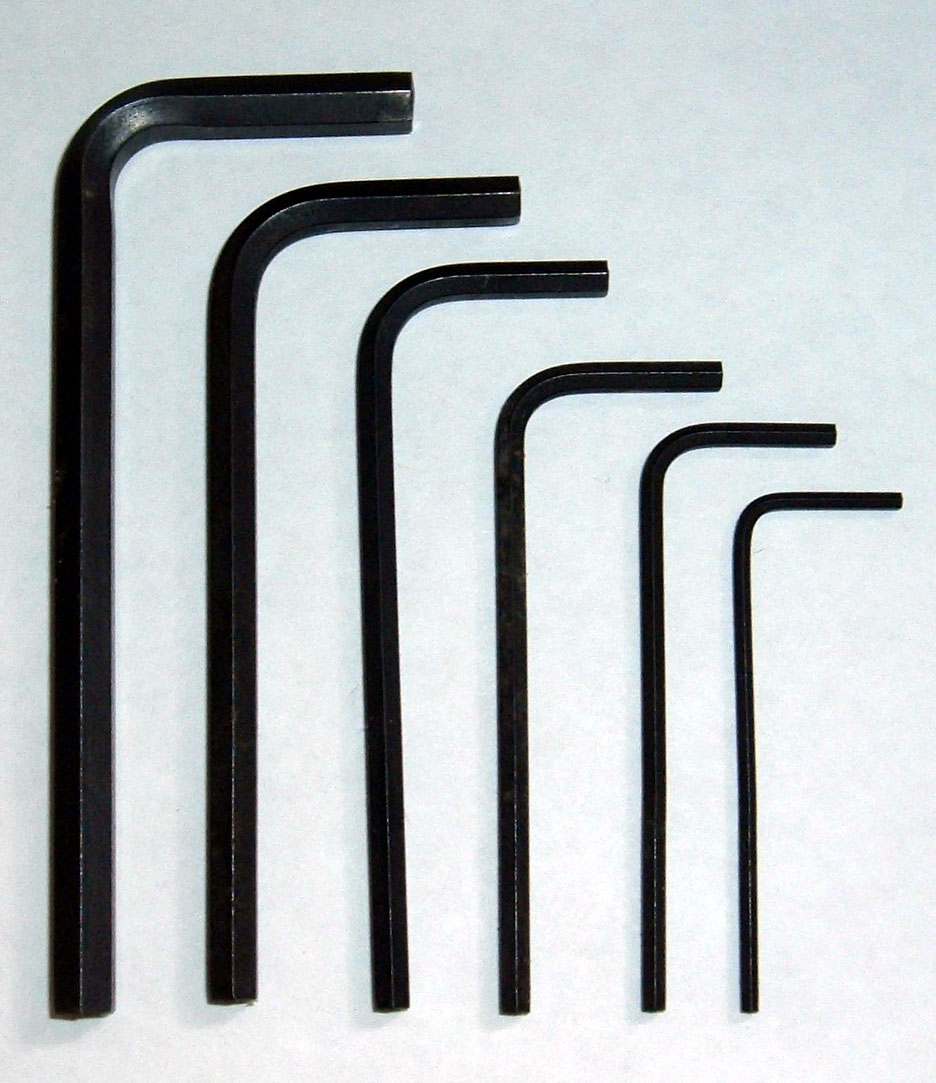
Chiavi esagonali di varie misure

Una chiave esagonale (anche Brugola, chiave Brugola, chiave di Allen o ancora chiave maschio esagonale), conosciuta in gergo tecnico internazionale come imbus o inbus (dal tedesco "Innensechskantschraube Bauer und Schaurte" ovvero "vite a esagono interno [della ditta] Bauer e Schaurte"), è un tipo di chiave meccanica caratterizzata da una sezione esagonale. Più precisamente, è un tipo di chiave per viti a esagono incassato.
L'apposizione di "Allen" deriva dal fatto che furono prodotte per la prima volta, in base ad un marchio registrato, dalla "Allen Manufacturing Company" nel 1910, mentre quella di Brugola deriva da Egidio Brugola, fondatore delle Officine Egidio Brugola di Lissone che nel 1926 cominciarono a commercializzare tali utensili in Italia.

## Storia
La vite con intaglio di testa esagonale fu brevettata il 7 giugno 1910 (Pat. U.S. 960244) dallo statunitense William G. Allen, proprietario della Allen Manufacturing Company in Hartford, Connecticut, e fece la prima apparizione mondiale nel 1911 presso la Standard Pressed Steel Company (SPS), allora di Filadelfia, USA. In seguito una sua versione fu brevettata indipendentemente dalla tedesca Bauer und Schaurte nel 1936 con il nome Inbus (Innensechskantschraube Bauer und Schaurte) con cui è conosciuta ancora oggi nei paesi germanofoni. Nei paesi di lingua spagnola e francofoni invece è conosciuta come "chiave Allen", rispettivamente Llave Allen e Clé Allen. Egidio Brugola nel 1945 brevettò presso l'Ufficio Italiano Brevetti e Marchi una variante di vite a testa incavata esagonale con gambo a "torciglione" che ne assicurava una particolare elasticità.

## Descrizione

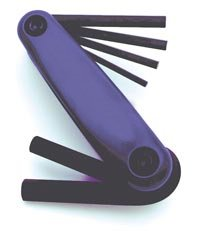
Chiavi a brugola di dimensioni progressive in unico attrezzo.

La chiave a brugola viene usata per allentare o serrare viti a testa cava esagonale, comunemente chiamate viti a brugola, e viene solitamente realizzata in acciaio temprato. La forma più comune è quella di una barra a sezione esagonale piegata a L o a T, che consente di applicare una coppia di serraggio elevata, superiore a quella applicabile con un comune giravite. Esiste anche nella forma di bussola esagonale, atta ad essere innestata su apposite leve e cricchetti. Inoltre esistono attrezzi che, per comodità, raccolgono chiavi a brugola di dimensioni progressive.

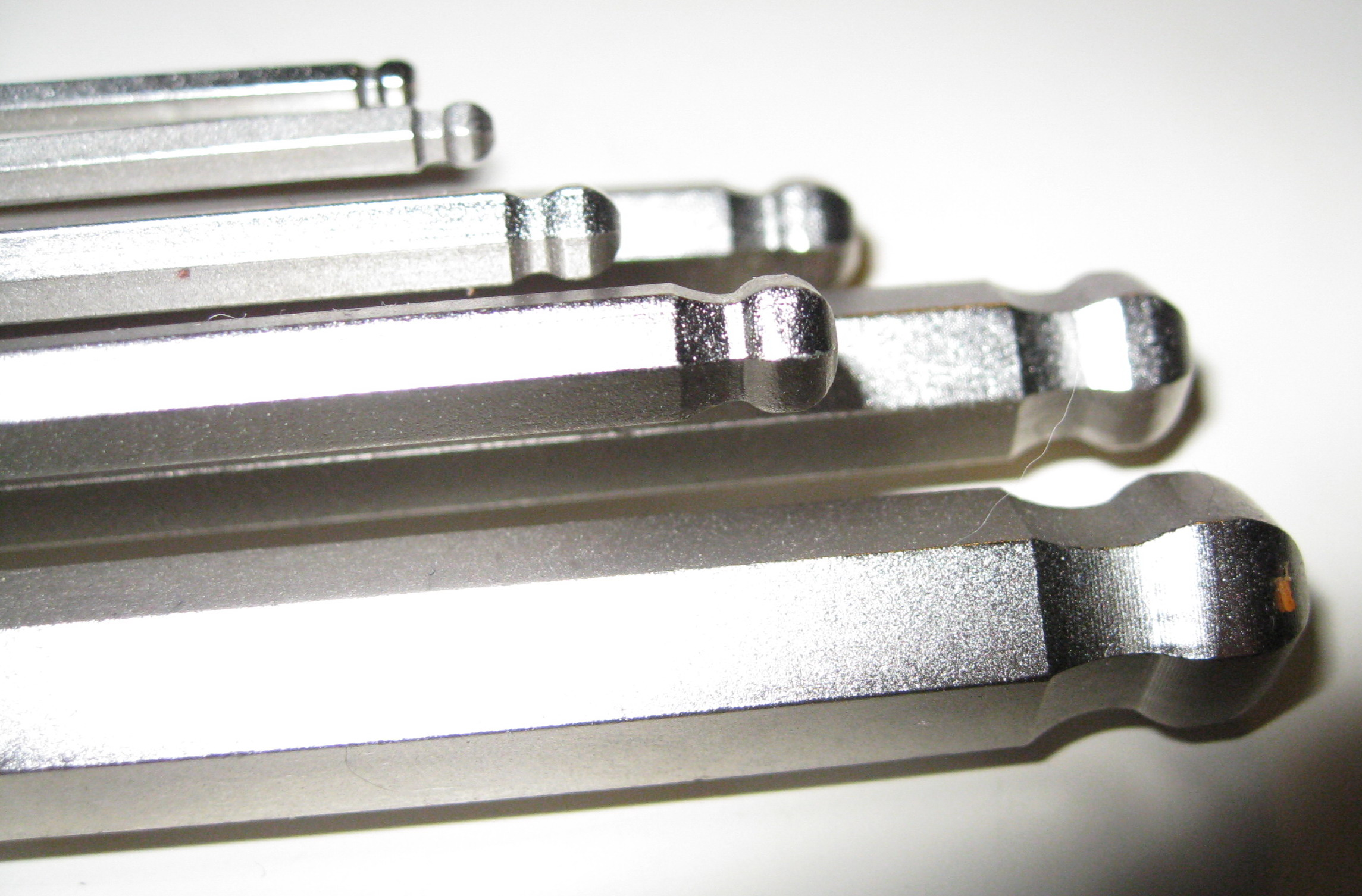
Chiavi a brugola con testa a sfera.

Nel caso si debba usare una chiave a brugola in spazi ristretti, esistono delle chiavi a brugola sagomate in modo tale da poter essere usate in obliquo. Questo tipo di chiave, che permette l'accesso a dispositivi di fissaggio altrimenti inaccessibili, è stata inventata nel 1964 dalla Corporation Bondhus ed è caratterizzata da un assottigliamento del fusto che rende la chiave più debole rispetto alla versione tradizionale, limitando di conseguenza la coppia che può essere applicata.

## Caratteristiche

### Dimensioni
| DIN     | 912   | 6912 | 7984 | 7991  | 913/916 | 914  | 915  |
| ISO     | 4762  |      |      | 10642 |         | 4027 | 4028 |
| ------- | ----- | ---- | ---- | ----- | ------- | ---- | ---- |
| SW 1,5  | 1,6–2 |      |      |       | 3       | 3    | 3    |
| SW 2,0  | 2,5   |      | 3    | 3     | 4       | 4    | 4    |
| SW 2,5  | 3     |      | 4    | 4     | 5       | 5    | 5    |
| SW 3,0  | 4     | 4    | 5    | 5     | 6       | 6    | 6    |
| SW 3,0  |       |      |      | 1/4″  |         |      |      |
| SW 4,0  | 5     | 5    | 6    | 6     | 8       | 8    | 8    |
| SW 4,0  |       |      |      | 5/16″ |         |      |      |
| SW 5,0  | 6     | 6    | 8    | 8     | 10      | 10   | 10   |
| SW 5,0  | 1/4″  |      |      |       | 3/8″    | 3/8″ | 3/8″ |
| SW 6,0  | 8     | 8    |      | 10    | 12      | 12   | 12   |
| SW 6,0  | 5/16″ |      |      |       | 1/2″    | 1/2″ | 1/2″ |
| SW 6,0  |       |      |      | 14    |         |      |      |
| SW 8,0  | 10    | 10   | 12   | 12    | 16      | 16   | 16   |
| SW 8,0  | 3/8″  |      |      |       | 5/8″    | 5/8″ | 5/8″ |
| SW 10,0 | 12    | 12   | 14   | 14    | 18      | 18   | 18   |
| SW 10,0 | 1/2″  |      |      |       | 3/4″    | 3/4″ | 3/4″ |
| SW 10,0 |       |      |      | 16    | 20      | 20   | 20   |

### Forme della testa

Inbus con altre teste di viti
a) Intaglio b) Phillips c) Pozidriv d) Torx e) Inbus f) Robertson g) Tri-Wing h) Torq-Set i) Spanner

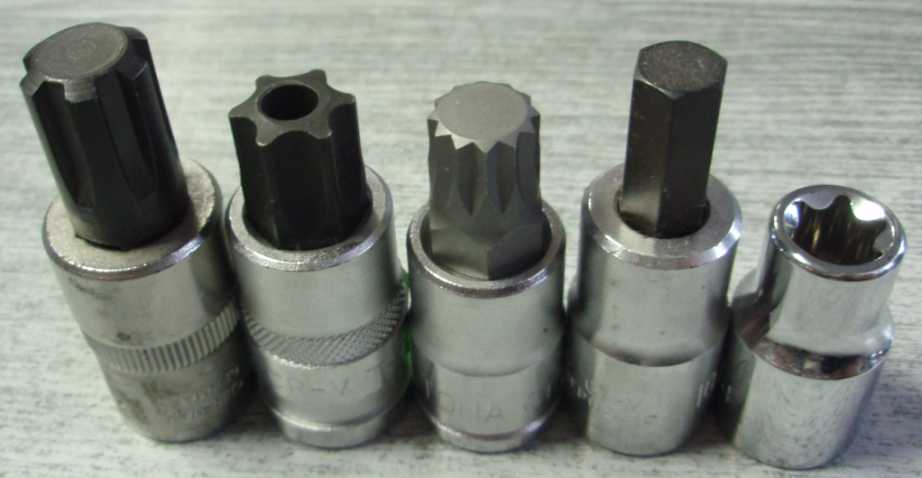
1/2": RIBE, Torx-TR, XZN, Inbus e Torx E

Alcuni costruttori di sistemi frenanti utilizzano intagli pentagonali anziché esagonali. Un intaglio intero a forma di pentagono serve anche come antifurto, tuttavia questi attacchi stanno perdendo il loro vero carattere keyless. Nel settore automotive è sempre più frequente l'utilizzo di profili XZN.

## Vantaggi nell'utilizzo

Varie viti con testa incava a brugola

L'utilizzo di viti e chiavi a brugola presenta diversi aspetti vantaggiosi:
- il più importante è la semplicità ed economicità costruttiva dell'attrezzo;
- il meccanismo a leva permette di poter applicare una coppia di serraggio;
- la chiave non rischia di sfuggire dalla vite rischiando di danneggiare le superfici vicine;
- la vite a brugola può essere inserita semplicemente utilizzando la sola chiave.